# Villebois
Pour les articles homonymes, voir Villebois.
Villebois est une commune française située dans le département de l'Ain, en région Auvergne-Rhône-Alpes.
Le nom de Villebois a été connu dans la France entière, et même à l’étranger, grâce à ses carrières de pierre de taille. Cette exploitation a cessé depuis 1950, mais le souvenir en reste vivace.

## Géographie
Villebois est située à 12 km au sud de Lagnieu, à l'extrémité d’un plateau calcaire au pied duquel coule le Rhône. Le village, à 1 km du fleuve, est dominé à l’est par des montagnes escarpées, derniers contreforts du massif de Portes. La route départementale 19 traverse le quartier de la Gare (ancien terminus de la ligne Ambérieu-Villebois), ou prend naissance le CD 60 qui traverse l’agglomération et rejoint le CD 60b de Lagnieu à Souclin. Une partie est en culture, surtout les lieux-dits la Champagne et le Marais. Quelques vignes subsistent sur les coteaux.
Villebois est accrochée au flanc de la montagne. Son altitude varie de 203 mètres au niveau du Rhône, jusqu’à 950 mètres au hameau de la Courrerie et de la ferme de la Roche. L’altitude moyenne est de 250 mètres dans le bourg.
Il y a trois hameaux : Bouis (ou Boys), la Carria et le quartier de la Gare, pratiquement tous trois réunis au village par des constructions nouvelles.
La commune est traversée par la rivière du Rhéby, descendant du massif de Portes pour se jeter dans le Rhône.

### Climat
Pour des articles plus généraux, voir Climat d'Auvergne-Rhône-Alpes et Climat de l'Ain.
En 2010, le climat de la commune est de type climat des marges montargnardes, selon une étude du CNRS s'appuyant sur une série de données couvrant la période 1971-2000. En 2020, Météo-France publie une typologie des climats de la France métropolitaine dans laquelle la commune est exposée à un climat de montagne ou de marges de montagne et est dans la région climatique Alpes du nord, caractérisée par une pluviométrie annuelle de 1 200 à 1 500 mm, irrégulièrement répartie en été.
Pour la période 1971-2000, la température annuelle moyenne est de 11 °C, avec une amplitude thermique annuelle de 17,9 °C. Le cumul annuel moyen de précipitations est de 1 245 mm, avec 11,6 jours de précipitations en janvier et 7,7 jours en juillet. Pour la période 1991-2020, la température moyenne annuelle observée sur la station météorologique de Météo-France la plus proche, sur la commune de Bénonces à 4 km à vol d'oiseau, est de 8,2 °C et le cumul annuel moyen de précipitations est de 1 723,5 mm,. Pour l'avenir, les paramètres climatiques de la commune estimés pour 2050 selon différents scénarios d'émission de gaz à effet de serre sont consultables sur un site dédié publié par Météo-France en novembre 2022.

## Urbanisme

### Typologie
Au 1er janvier 2024, Villebois est catégorisée commune rurale à habitat dispersé, selon la nouvelle grille communale de densité à 7 niveaux définie par l'Insee en 2022.
Elle est située hors unité urbaine et hors attraction des villes,.

### Occupation des sols
L'occupation des sols de la commune, telle qu'elle ressort de la base de données européenne d’occupation biophysique des sols Corine Land Cover (CLC), est marquée par l'importance des forêts et milieux semi-naturels (69,1 % en 2018), une proportion identique à celle de 1990 (69,1 %). La répartition détaillée en 2018 est la suivante : 
forêts (65 %), prairies (11,3 %), zones agricoles hétérogènes (9,8 %), zones urbanisées (5,6 %), milieux à végétation arbustive et/ou herbacée (4,2 %), eaux continentales (3,1 %), zones industrielles ou commerciales et réseaux de communication (1 %), espaces verts artificialisés, non agricoles (0,1 %).
L'évolution de l’occupation des sols de la commune et de ses infrastructures peut être observée sur les différentes représentations cartographiques du territoire : la carte de Cassini (XVIIIe siècle), la carte d'état-major (1820-1866) et les cartes ou photos aériennes de l'IGN pour la période actuelle (1950 à aujourd'hui).

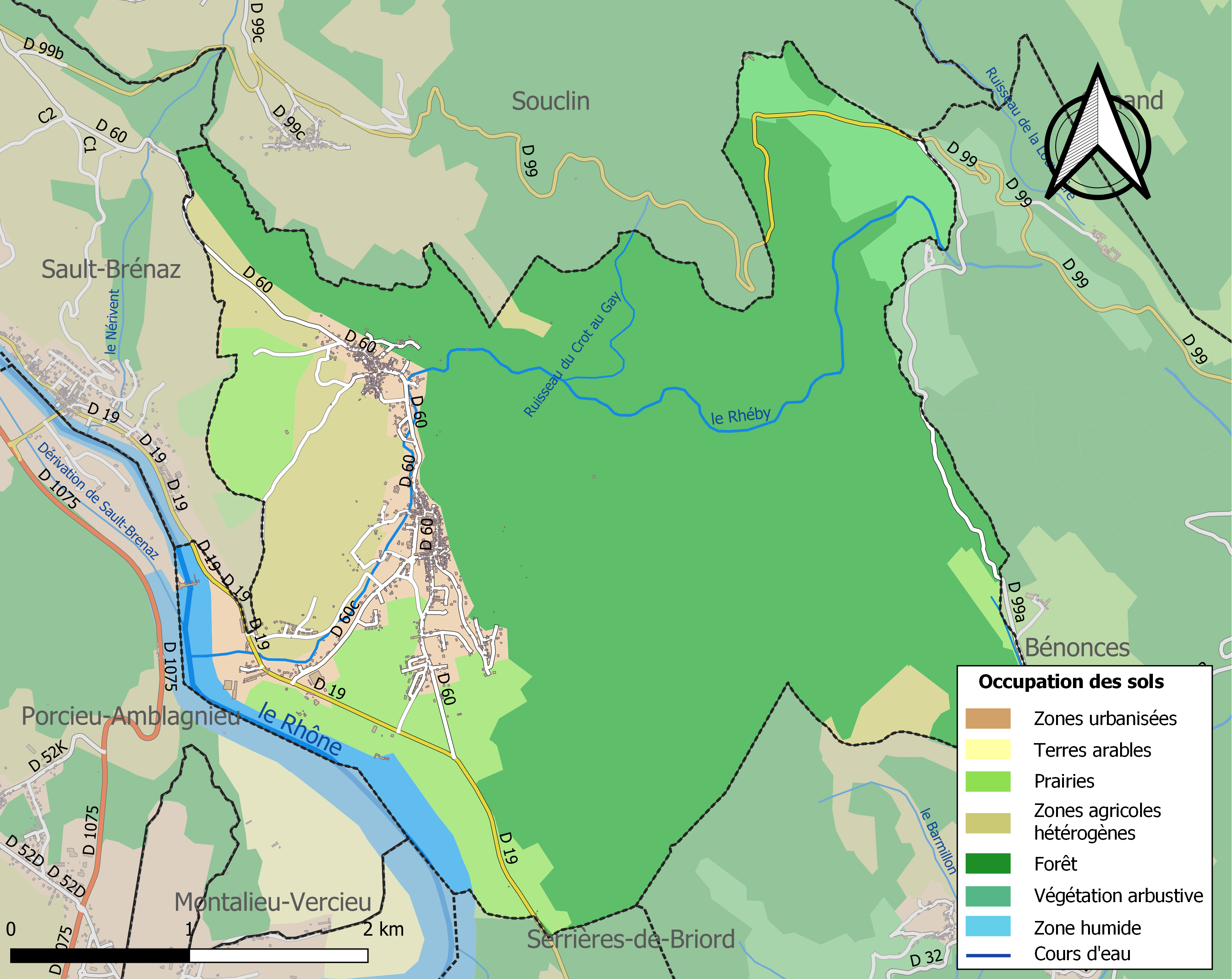
Carte des infrastructures et de l'occupation des sols de la commune en 2018 (CLC).

## Toponymie
Dans les textes anciens on trouve les formes suivantes : Villa Bosci – Villabusy – Villaboy – Villa Buxi ou même Villa tout court. Quant à Bouis, c’est Buci, Buxis ou Bussy.

## Histoire
L’histoire générale de la commune se confond avec celle de la châtellenie de Saint-Sorlin-en-Bugey, dont elle fit toujours partie sous l’Ancien Régime.
En 1867, le hameau de Sault quitte la commune et celui de Brénaz appartenant à Saint-Sorlin-en-Bugey fait de même. C'est ainsi qu'est créée la commune de Sault-Brénaz.
La population était de 1 660 en 1881 et jusqu’à 2 522 en 1856. On assiste ensuite à un déclin jusqu’à 851 en 1982. Depuis la population a légèrement augmenté pour atteindre un peu plus de 1 000 habitants en 2002.
L’exploitation de la pierre est à l’origine du visage économique et social de la commune. Cette activité a notamment contribué à l’arrivée de nombreux ouvriers et à la création du magnifique hameau de Bouis.

## Politique et administration

### Découpage territorial
La commune de Villebois est membre de la communauté de communes de la Plaine de l'Ain, un établissement public de coopération intercommunale (EPCI) à fiscalité propre créé le 15 décembre 2002 dont le siège est à Chazey-sur-Ain. Ce dernier est par ailleurs membre d'autres groupements intercommunaux.
Sur le plan administratif, elle est rattachée à l'arrondissement de Belley, au département de l'Ain et à la région Auvergne-Rhône-Alpes. Sur le plan électoral, elle dépend du  canton de Lagnieu pour l'élection des conseillers départementaux, depuis le redécoupage cantonal de 2014 entré en vigueur en 2015, et de la deuxième circonscription de l'Ain  pour les élections législatives, depuis le dernier découpage électoral de 2010.

### Administration municipale

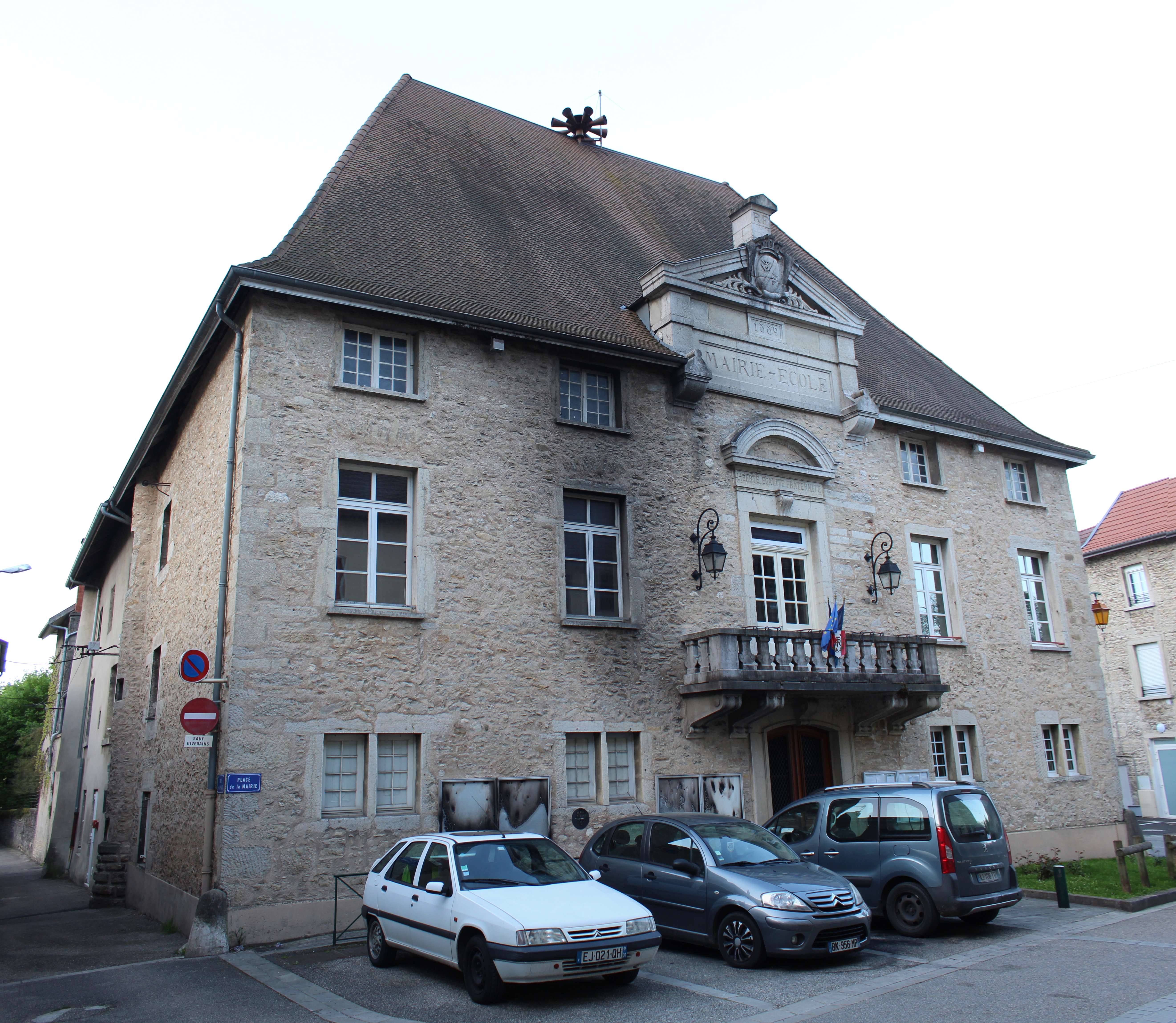
Mairie.

| Période | Période  | Identité        | Étiquette | Qualité                                               |
| ------- | -------- | --------------- | --------- | ----------------------------------------------------- |
| 1971    | 2008     | Jacques Galliot |           | Président du Centre de gestion de l'Ain Réélu en 2001 |
| 2008    | 2020     | Marc Longatte   | DVD       | Retraité - Réélu en 2014                              |
| 2020    | En cours | Émilie Charmet  |           |                                                       |

## Démographie
L'évolution du nombre d'habitants est connue à travers les recensements de la population effectués dans la commune depuis 1793. Pour les communes de moins de 10 000 habitants, une enquête de recensement portant sur toute la population est réalisée tous les cinq ans, les populations de référence des années intermédiaires étant quant à elles estimées par interpolation ou extrapolation. Pour la commune, le premier recensement exhaustif entrant dans le cadre du nouveau dispositif a été réalisé en 2004.
En 2022, la commune comptait 1 200 habitants, en évolution de +3,45 % par rapport à 2016 (Ain : +5,15 %, France hors Mayotte : +2,11 %).
| 1793  | 1800 | 1806  | 1821  | 1831  | 1836  | 1841  | 1846  | 1851  |
| ----- | ---- | ----- | ----- | ----- | ----- | ----- | ----- | ----- |
| 1 331 | 926  | 1 596 | 1 501 | 1 713 | 1 795 | 1 925 | 2 163 | 2 314 |

| 1856  | 1861  | 1866  | 1872  | 1876  | 1881  | 1886  | 1891  | 1896  |
| ----- | ----- | ----- | ----- | ----- | ----- | ----- | ----- | ----- |
| 2 522 | 2 468 | 2 518 | 1 719 | 1 705 | 1 660 | 1 718 | 1 626 | 1 491 |

| 1901  | 1906  | 1911  | 1921  | 1926  | 1931  | 1936 | 1946 | 1954 |
| ----- | ----- | ----- | ----- | ----- | ----- | ---- | ---- | ---- |
| 1 519 | 1 474 | 1 229 | 1 068 | 1 087 | 1 062 | 897  | 797  | 766  |

| 1962 | 1968 | 1975 | 1982 | 1990 | 1999 | 2004  | 2006  | 2009  |
| ---- | ---- | ---- | ---- | ---- | ---- | ----- | ----- | ----- |
| 775  | 779  | 758  | 851  | 924  | 954  | 1 055 | 1 082 | 1 124 |

| 2014  | 2019  | 2022  | - | - | - | - | - | - |
| ----- | ----- | ----- | - | - | - | - | - | - |
| 1 162 | 1 196 | 1 200 | - | - | - | - | - | - |

## Économie
Villebois s’est fait connaître par ses carrières et sa pierre. La pierre de Villebois a été utilisée dans la construction de nombreux édifices en France comme à Lyon (devant l’Hôtel Dieu sur les quais), Valence, Vienne, Givors… mais également à l’étranger comme à Genève, Lausanne…
On trouve des traces de l’exploitation de la pierre en 1695, mais c’est surtout dans la seconde partie du XVIIIe siècle que cette industrie connait son apogée.
La découverte du ciment et de la technique du béton armé associée à la crise de 1930 ont entraîné le déclin de l’activité (et de sa démographie). Les tailleurs de pierre ont disparu, mais le village tout entier garde la trace de son rude passé.

### Tourisme
Villebois est connue pour tous les amoureux de canyon avec le Rhéby. La pratique de descente de ce canyon est interdite au mois d'août et du 1er novembre au 14 avril par arrêté préfectoral du 11 avril 2002.

## Culture et patrimoine

### Lieux et monuments

Monolithe.

- Le monolithe de Villebois, érigé pour le centenaire de la Révolution française en 1889, il honore également les nombreux soldats de l'armée du Rhin de 1791 et 1792. Lourd de 42 tonnes, c'est l'une des plus grandes pierres taillées extraites d'une carrière française.
- Église Saint Martin, de style néo-gothique, 1850
- Barrage de Villebois, faisant partie de l'aménagement de Sault-Brénaz (usine hydroélectrique)
- Ruines du château de Bouis à environ 1 km au nord du bourg au hameau de Bouis. Fondé par les sires de Bouis (Boys) cités depuis la fin du XIIe siècle, il est ruiné en 1601[19].
- Ancienne maison forte de Quinson citée en 1381 parmi les fiefs relevant de la maison de Savoie[20].
- Tombeau de Lucien Farnoux ( - 1893)[21], directeur de la Société anonyme des carrières de Villebois, conçu par l'architecte Prosper Perrin[22].

### Héraldique
| Blason | Blasonnement : Taillé : au 1er d'azur au marteau et au pic renversés et passés en sautoir et à la masse brochant en pal, le tout lié d'argent, au 2e de gueules à la grappe feuillée d'argent ; à la cotice en barre d'argent brochant sur la partition. |

### Personnalités liées à la commune
- Michel Brille (1895 - 1973), homme politique français, est mort à Villebois.
- Louis Bouquet (1885 - 1952), peintre, décorateur, fresquiste et graveur français, est le fils d'Édouard Bouquet (1843-1915), originaire de la Tour-du-Pin (Isère), ingénieur civil, directeur des carrières de Villebois.
- Victor Fumat (1842 - 1907), est un ingénieur français inventeur d'un modèle de lampe de mineur dit « lampe Fumat », a travaillé pour les carrières de Villebois autour des années 1863.
- Joseph Récamier (1774 - 1852), chirurgien français, a été confié à son oncle Jean-Claude Récamier, curé de Villebois qui lui enseigna le latin et lui donna une éducation rigoureuse durant son enfance.